# Hilpertsgraben
Hilpertsgraben ist ein Gemeindeteil des Markts Weidenberg im Landkreis Bayreuth (Oberfranken, Bayern). Hilpertsgraben liegt in der Gemarkung Döhlau.

## Lage
Die Einöde liegt am Hilpertsgraben, einem linken Zufluss der Warmen Steinach. Ein Anliegerweg führt nach Döhlau (0,6 km nordöstlich).

## Geschichte
Von 1797 bis 1810 unterstand Hilpertsgraben dem Justiz- und Kammeramt Bayreuth. Nachdem im Jahr 1810 das Königreich Bayern das Fürstentum Bayreuth käuflich erworben hatte, wurde der Ort bayerisch. Infolge des Gemeindeedikts wurde Hilpertsgraben 1812 dem Steuerdistrikt Untersteinach  und der Ruralgemeinde Döhlau zugewiesen. Im Zuge der Gebietsreform in Bayern wurde Hilpertsgraben am 1. Mai 1978 nach Weidenberg eingemeindet.